# UGC 8690
UGC 8690 è una galassia a spirale situata prospetticamente nella costellazione della Vergine alla distanza di 317 milioni di anni luce dalla Terra.
In questa galassia sono state registrate due esplosioni di supernova denominate rispettivamente SN 2005G (supernova di tipo Ia) e SN 2015R (supernova di tipo II).